# Austrocarabodes lunaris
Austrocarabodes lunaris är en kvalsterart som först beskrevs av Balogh 1962.  Austrocarabodes lunaris ingår i släktet Austrocarabodes och familjen Carabodidae. Inga underarter finns listade.